# Morwenna
Morwenna (ca. 480) és la patrona homònima de Morwenstow, una parròquia civil i poble del nord del comtat de Cornualla, Regne Unit. Es creu que el seu nom és cognat amb el gal·lès morwyn (donzella), tot i que el primer nom també s'utilitza a Gal·les i Bretanya i es diu que està compost per "Mor" i "Gwenn", que significa "mar blanc" en gal·lès i bretó.

## Biografia
Morwenna apareix per primera vegada en una hagiografia de Sant Nectan del segle XII al costat d'Endelient, Mabyn i Menefrida, entre d'altres, com a filla del rei gal·lès Brychan.
Es va formar a Irlanda abans de creuar a Cornualla. Morwenna va instal·lar la seva llar en una petita ermita a Hennacliff (el Raven's Crag), anomenada posteriorment Morwenstow (literalment: "el lloc sagrat de Morwenna"). L'ermita es troba prop del cim d'un alt penya-segat que domina l'oceà Atlàntic, i des d'on, en determinades condicions atmosfèriques, es pot veure la costa de Gal·les. Es diu que hi va construir una església per a la gent local amb les seves pròpies mans i que portava les pedres des de sota el penya-segat i que on una vegada es va aturar per descansar, una font va brollar-hi. Encara es pot veure a ponent de l'església.
A principis del segle VI, mentre ella jaia moribunda, el seu germà, sant Nectan, va venir a veure-la, i li va demanar que l'aixequés perquè pogués tornar a veure la seva costa natal. Va ser enterrada a l'església de Morwenstow. A la paret nord de l'església de Morwenstow es va trobar una pintura que es creu que representava Santa Morwenna. Mostra una dona demacrada que s'agafa un rotllo contra el seu pit amb la mà esquerra, el braç dret s'aixeca en benedicció sobre un monjo agenollat.
Està representada en un vitrall de l'església parroquial de Santa Morwenna i Sant Joan Baptista de Morwenstow. El nom de sant Joan es va afegir com a dedicatòria cap a l'any 1275 quan l'església va ser donada a l'hospital de Sant Joan Baptista de Bridgwater.

## El pou de Morwenna

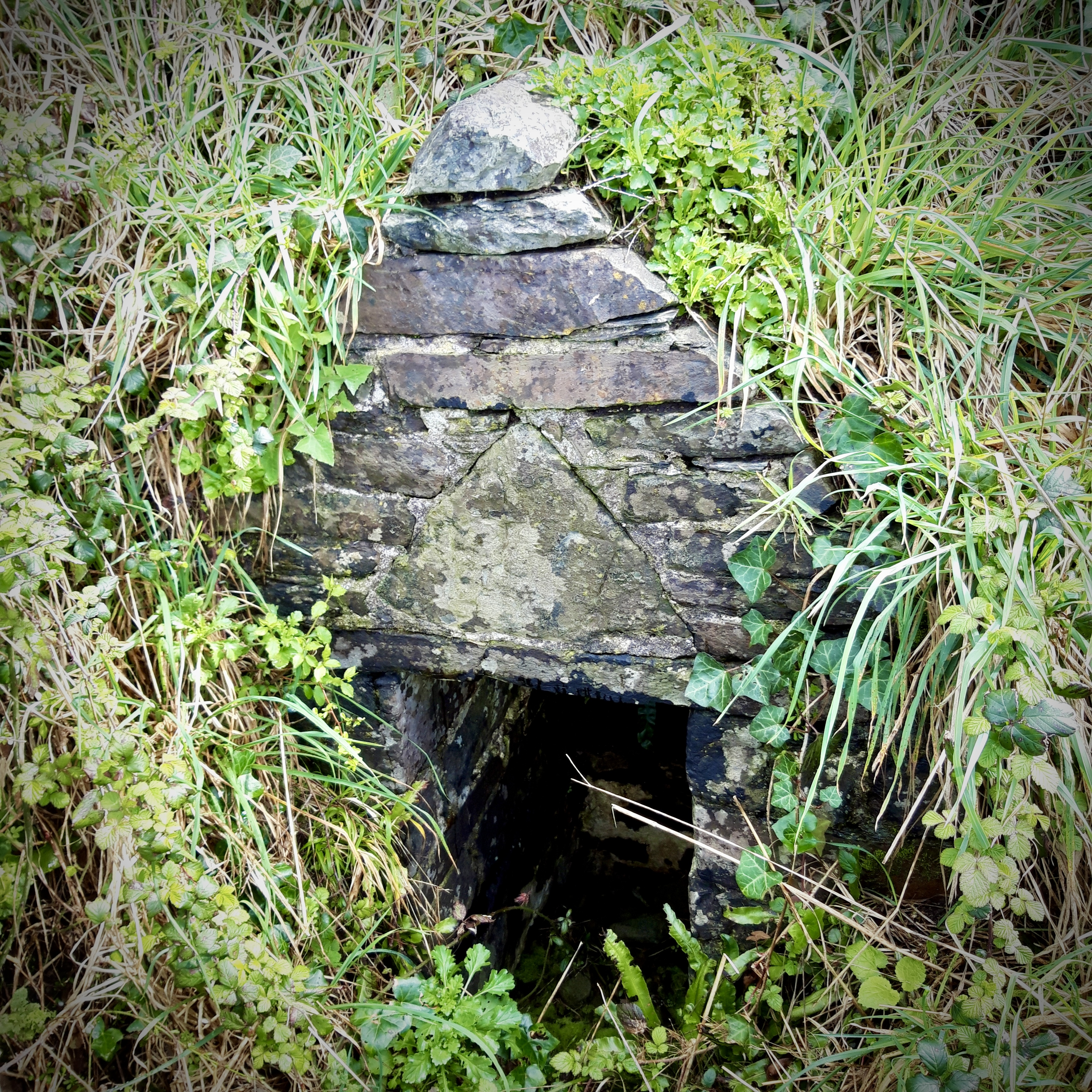
Restes del pou associat amb santa Morwenna.

Segons Nicholas Orme, un pou de la parròquia de Morwenstow s'associa actualment a santa Morwenna. Aquest es troba a poc més de 500 metres a l'oest de l'església, "a mig camí d'un precipici", i actualment sec. La casa del pou és un edifici catalogat de grau II. Segons la llegenda, aquest és el lloc on Morwenna es va aturar una vegada per descansar mentre portava pedres des de la platja fins a l'església que estava construint al cim del penya-segat.